# Tim Blanning
Timothy Charles William Blanning, FBA, (* 21. April 1942) ist ein britischer Historiker mit dem Schwerpunkt auf der europäischen Geschichte der Neuzeit. Er lehrte an der Universität Cambridge.

## Leben
Tim Blanning besuchte die King’s School in Bruton, studierte danach am Sidney Sussex College in Cambridge und wurde dort 1967 promoviert. 1972 wurde er an der University of Cambridge als Assistant lecturer angestellt. Er wurde 1976 Lecturer und 1987 zum Reader ernannt, schließlich 1992 zum Professor berufen.
Bis zu seiner Emeritierung 2009 lehrte er moderne europäische Geschichte.
Blanning veröffentlichte 1974 eine Studie zur Geschichte der Stadt Mainz im 18. Jahrhundert bis zur Mainzer Republik. Sein 1983 erschienenes Buch The French Revolution in Germany: Occupation and Resistance in the Rhineland, 1792–1802 behandelt ebenfalls diese Zeit. Über die Französische Revolution handelte auch sein Buch The Origins of the French Revolutionary Wars (1986). 1994 veröffentlichte er eine Biografie des Kaisers Joseph II. Es folgten einige kulturhistorische Arbeiten. Weitere Biografien behandelten 2015 Friedrich den Großen und 2017 Georg I.
Blanning wurde 1990 zum Fellow of the British Academy (FBA) gewählt. Blanning erhielt 1998 einen Doctor of Letters der University of Cambridge. 2016 wurde er für sein Buch über Friedrich den Großen mit der British Academy Medal ausgezeichnet.

## Schriften (Auswahl)

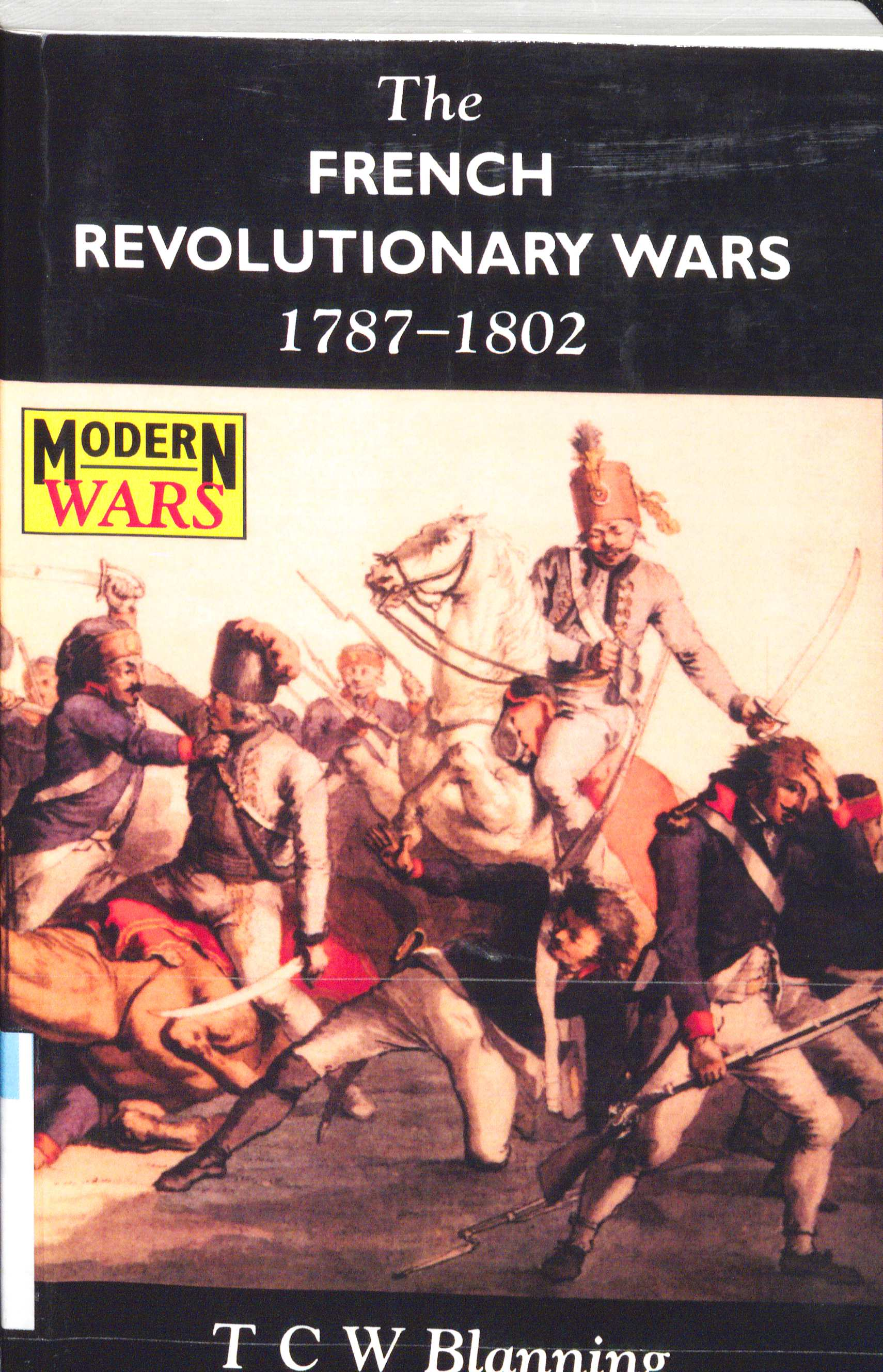
T C W Blanning (1995)

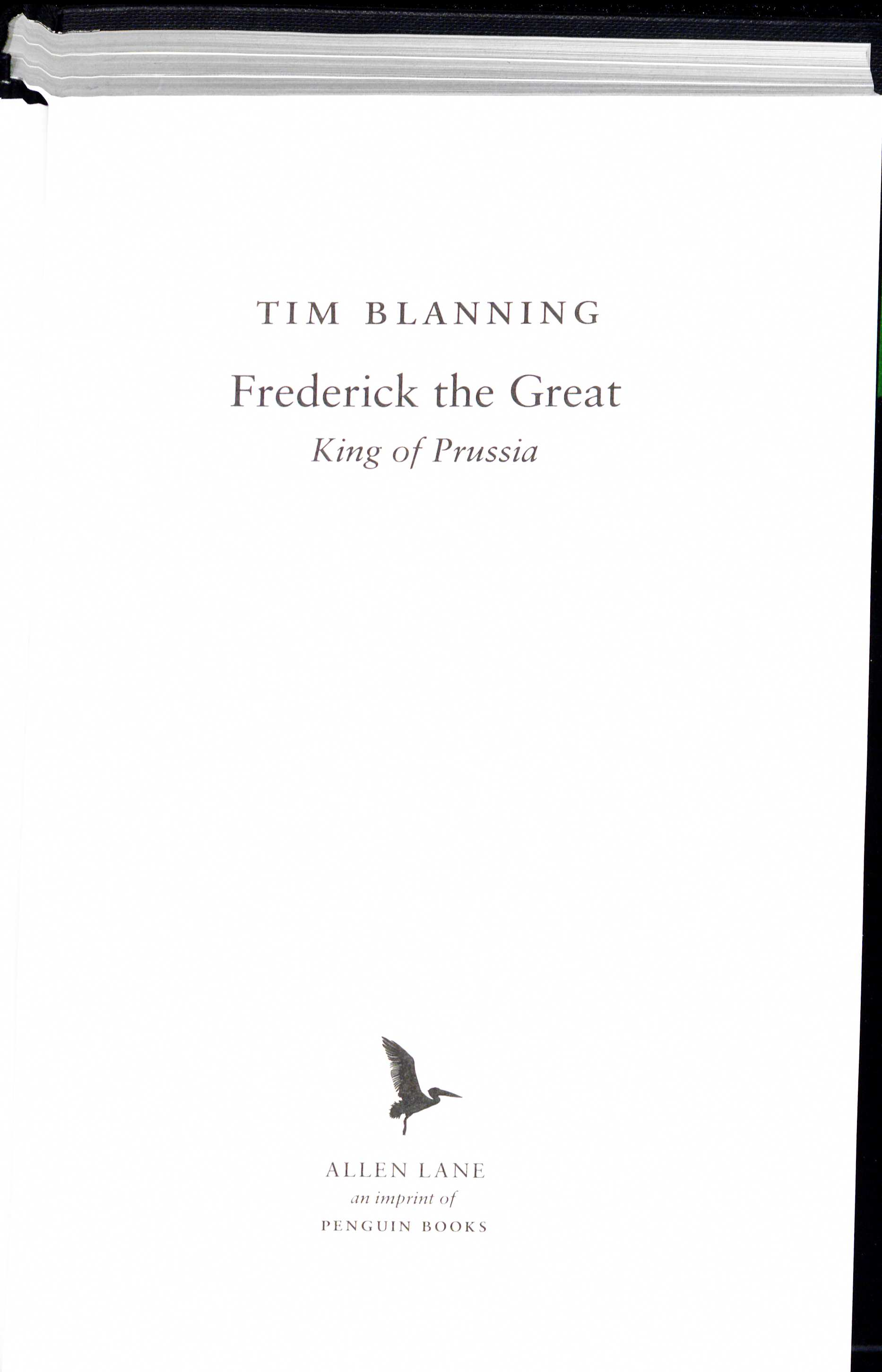
Tim Blanning: Frederick the Great (2015)

- Joseph II and Enlightened Despotism. London : Longman, 1970
- Reform and Revolution in Mainz, 1743–1803. London : Cambridge University Press, 1974
- The French Revolution in Germany: Occupation and Resistance in the Rhineland, 1792–1802. Oxford : Clarendon Press, 1983
- The Origins of the French Revolutionary Wars. London : Longman, 1986
- The French Revolution: Aristocrats versus Bourgeois?. London : Macmillan, 1987
- Joseph II  and enlightened despotism. London : Longman, 1994
- The French Revolutionary Wars 1787–1802. Edward Arnold, 1996
- The French Revolution: Class War or Culture Clash? London : Macmillan, 1997
- The Culture of Power and the Power of Culture: Old Regime Europe, 1660–1789. Oxford : Oxford University Press, 2002
  - Das alte Europa: 1660–1789. Kultur der Macht und Macht der Kultur. Übersetzung Monika Carbe. Darmstadt : Wissenschaftliche Buchgesellschaft, 2006 ISBN 978-3-534-18819-2
- The Pursuit of Glory: Europe 1648–1815. London : Penguin, 2007, ISBN 978-0-670-06320-8
  - „Glanz und Größe“. Der Aufbruch Europas 1648 – 1815. Übersetzung Richard Barth u. Jörn Pinnow. Deutsche Verlags-Anstalt, München 2022, ISBN 978-3-421-04860-8
- The Triumph of Music: The Rise of Composers, Musicians and Their Art. 2008
  - Triumph der Musik: von Bach bis Bono. Übersetzung Yvonne Badal. München : Bertelsmann, 2010 ISBN 978-3-570-58012-7
- The Romantic Revolution: A History. 2011
- Frederick the Great: King of Prussia. London : Allen Lane, 2015
  - Friedrich der Große – König von Preußen – eine Biographie. Übersetzung aus dem Englischen Andreas Nohl. Beck, München 2018, ISBN 978-3-406-71832-8
- George I: The Lucky King. London : Allen Lane, 2017

Herausgeber
- The Oxford Illustrated History of Modern Europe. Oxford : Oxford University Press, 1996
- The Rise and Fall of the French Revolution. Chicago : Chicago University Press, 1996
- mit David Cannadine (Hrsg.): History and Biography: Essays in Honour of Derek Beales Cambridge, 1996
- mit Peter Wende (Hrsg.): Reform in Great Britain and Germany, 1750–1850. Oxford, 1999
- The Short Oxford History of Europe, vol. 8: The Eighteenth Century. Oxford : Oxford University Press, 2000
- The Short Oxford History of Europe, vol. 9: The Nineteenth Century. Oxford : Oxford University Press, 2000
- The Oxford History of Modern Europe. Oxford : Oxford University Press, 2000
- mit Hagen Schulze (Hrsg.): Unity and Diversity in European Culture c. 1800. Oxford, 2006